# Еноа
Еноа (фр. Ainhoa) је насељено место у Француској у региону Аквитанија, у департману Атлантски Пиринеји.
По подацима из 2011. године у општини је живело 673 становника, а густина насељености је износила 41,57 становника/km².

## Демографија
| 1962. | 1968. | 1975. | 1982. | 1990. | 2011. |
| ----- | ----- | ----- | ----- | ----- | ----- |
| 653   | 579   | 543   | 544   | 539   | 673   |